# L’Isle-Bouzon
L’Isle-Bouzon ist eine französische Gemeinde mit 248 Einwohnern (Stand 1. Januar 2022) im Département Gers in der Region Okzitanien (vor 2016: Midi-Pyrénées). Sie gehört zum Arrondissement Condom und zum Kanton Lectoure-Lomagne.
Die Einwohner werden Lislois und Lisloises genannt.

## Geographie
L’Isle-Bouzon liegt circa 29 Kilometer östlich von Condom in der historischen Provinz Armagnac an der nordöstlichen Grenze zum benachbarten Département Tarn-et-Garonne.
Umgeben wird L’Isle-Bouzon von den fünf Nachbargemeinden:
|          | Plieux                                      |                           |
| Lectoure | Kompassrose, die auf Nachbargemeinden zeigt | Gramont (Tarn-et-Garonne) |
|          | Saint-Clar                                  | Saint-Créac               |

### Gewässer
L’Isle-Bouzon liegt im Einzugsgebiet des Flusses Garonne.
Der Arrats, einer seiner linken Nebenflüsse, bildet die natürliche Grenze zur östlichen Nachbargemeinde Gramont. Die Auroue, ein weiterer linker Nebenfluss der Garonne, durchquert das Gebiet der Gemeinde von Süd nach Nord.

## Geschichte
Mehrere Spuren einer Besiedelung in gallorömischer Zeit sind im Laufe der Jahrhunderte zutage getreten.
Auf dem Gebiet der heutigen Gemeinde wurde um die Mitte des 11. Jahrhunderts eine Siedlung an einer Biegung eines der Auroue im heutigen Weiler Corné gegründet. Sie wurde wahrscheinlich aufgrund einer Überschwemmung zwischen 1250 und 1260 aufgegeben. Die Bevölkerung übersiedelte an einem höheren Ort am Rand des Kalkplateaus über dem Tal der Auroue. Das Castelnau wurde gegründet und rasch in Parzellen aufgeteilt. Ein Castelnau (deutsch Neuburg, okzitanisch castèl nòu, im Vulgärlatein castellum novum) ist ein Dorf oder eine Stadt, die im Mittelalter in der Nähe einer Burg gegründet wurde. Das Dorf besaß ebenfalls eine Stadtmauer. Es gehört zur Vicomté der Lomagne. Ab dem 16. Jahrhundert scheint sich das Castelnau allmählich zu Gunsten der Bildung von Weilern in der Umgebung entvölkert zu haben.

### Einwohnerentwicklung
Nach Beginn der Aufzeichnungen stieg die Einwohnerzahl bis zum Beginn des 19. Jahrhunderts auf einen Höchststand von rund 1005. In der Folgezeit sank die Größe der Gemeinde bei zwischenzeitlichen Erholungsphasen bis zu den 1990er Jahren auf ihren tiefsten Stand von 230 Einwohnern, bevor sie sich auf einem Niveau von rund 240 Einwohnern stabilisierte.
| Jahr                       | 1962 | 1968 | 1975 | 1982 | 1990 | 1999 | 2006 | 2011 | 2020 |
| Einwohner                  | 338  | 297  | 282  | 240  | 230  | 249  | 239  | 246  | 241  |
| Quellen: Cassini und INSEE |      |      |      |      |      |      |      |      |      |

## Sehenswürdigkeiten

### Pfarrkirche Saint-Pierre
Die im 16. Jahrhundert errichtete Kirche erfuhr im 19. Jahrhundert den Bau der Westfassade mit einem Treppenturm, eine Erhöhung der Seitenwände und die Errichtung des Tonnengewölbes im Kirchenschiff. Das Langhaus wird durch eine polygonale Apsis abgeschlossen.

### Kapelle im Weiler Landiran
Im Weiler Landiran an der Grenze zur westlichen Nachbargemeinde Lectoure ist gegen 1884 eine Kapelle errichtet worden. Ihr Grundriss hat die Form eines griechischen Kreuzes und besteht aus einem Hauptschiff. Die Außenwände aus Werk- und Bruchstein aus Kalkstein sind teilweise verputzt. Das Dach ist mit Hohlziegeln gedeckt.

### Burgruine
Als letztes Überbleibsel der Burg der Familie Galard de Magnas weist ein Turm drei abgetragene Mauerseiten mit einem ebenfalls abgetragenen Scharwachtturm an der südwestlichen Ecke. Dieser gehörte zu einem vorspringenden Teil der Verteidigungsanlage. Die im 12. und 13. Jahrhundert gebaute Burg wurde ansonsten vollständig zerstört. Die Reste des Turms sind seit dem 11. Januar 1951 als Monument historique eingeschrieben.

### Reste der Befestigung
Die Charte de coutumes von 1266, die das Verhältnis des Seigneurs zu seinen Untertanen regelte, belegt die Existenz einer Stadtbefestigung zu dieser Zeit, von der heute noch mehrere Abschnitte erhalten geblieben sind. Die Charta erwähnte vor allem einen Torwächter. Am Ende des 15. oder zu Beginn des 16. Jahrhunderts wurde die Befestigung überarbeitet, wie am Scharwachtturm der früheren Burg am nordöstlichen Rand des Dorfes zu erkennen ist, die integraler Bestandteil der Verteidigungsanlage war. Der Graben an der Ostseite des Dorfes wurde an einem unbekannten Datum zugeschüttet.

### Burgruine
Ihre Ursprünge gehen auf das 13. Jahrhundert zurück. Das Wohnhaus, das von drei Türmen flankiert wird und der von einer Mauer umgebene Vorhof wurde im 18. Jahrhundert vollständig neu gebaut. Die Rudimente der Burg und die im 18. Jahrhundert angelegte Terrasse sind seit dem 22. September 1995 als Monument historique eingeschrieben.

### Schloss Landiran
Es ist im ausgehenden 19. Jahrhundert nach 1882 errichtet worden. Die Außenwände des zweistöckigen Gebäudes aus Werk- und Bruchstein aus Kalkstein sind teilweise verputzt. Das Kegeldach ist mit Schiefer gedeckt. Das Schloss befindet sich in Privatbesitz und ist nur von außen zu besichtigen.

### Wohnhaus, genannt Salle, in Lassalle
Es befindet sich im Weiler Lassalle östlich des heutigen Zentrums der Gemeinde. Es existiert ein Überbleibsel eines Festen Hauses und ein Treppenturm aus dem 16. Jahrhundert, die in landwirtschaftlichen Nebengebäuden aus dem Jahre 1897 integriert wurden. Das Gebäude befindet sich in Privatbesitz.

### Wohnhaus, genannt Salle, in Latour
Es befindet sich im Weiler Latour im östlichen Gemeindegebiet am Rand der Hochfläche oberhalb des Tal des Arrats. Das Feste Haus wurde im 13. oder 14. Jahrhundert errichtet. Die innere Aufteilung der Räume und die Änderung der Fenster wurden im 15. oder 16. Jahrhundert durchgeführt. Im 16. oder 17. Jahrhundert wurde an der Südseite ein vierstöckiger Wohntrakt hinzugefügt. Das Gebäude befindet sich in Privatbesitz.

## Wirtschaft und Infrastruktur
Die Wirtschaft der Gemeinde ist überwiegend landwirtschaftlich orientiert.

### Verkehr
L’Isle-Bouzon ist über die Routes départementales 7, 40, 45, 178 (Tarn-et-Garonne: 25) und 953, die ehemalige Route nationale 653, erreichbar.

## Persönlichkeiten
- Philippe-Gustave, comte de Galard, geboren am 18. Mai 1779 in L’Isle-Bouzon, aufgewachsen auf Schloß Lille bei Lectoure, gestorben am 7. Mai 1841 in Bordeaux, war Maler, Lithograf und Karikaturist. Sein Vater Joseph de Galard wurde von einem Revolutionsgericht in Auch zum Tode verurteilt und am 15. April 1793 hingerichtet. Seine Güter wurden beschlagnahmt und verkauft. Seine Frau kam ins Gefängnis, seine drei Söhne, darunter Philippe-Gustave flohen. Nach dem Ende der Französischen Revolution kehrte er nach Frankreich zurück und wandte sich vollständig dem Leben eines Künstlers zu.[14]

- Marc Lavoine, geboren am 6. August 1962 in Longjumeau (Île-de-France), ist ein französischer Chansonnier, Komponist und Filmschauspieler und lebt in l’Isle-Bouzon.[15]